# 青森鐵道線
青森鐵道線（日语：／ Aoimori tetsudō sen */?）是一條連結青森縣三戶郡三戶町的目時站與青森市的青森站的鐵路線。青森縣作為第三種鐵道事業者保有設施，青森鐵道作為第二種鐵道事業者提供旅客運送，而日本貨物鐵道（JR貨物）也作為第二種鐵道事業者進行貨物運送。

## 概要
青森鐵道線原本是東日本旅客鐵道（JR東日本）東北本線一部分，2002年（平成14年）12月1日，JR東日本東北新幹線盛岡站－八戶站間開業之際，JR東日本對並行在來線進行經營分離，因此盛岡－八戶間的路段被迫獨立運營，其中岩手縣成立IGR岩手銀河鐵道，青森縣則成立青森鐵道以繼承該路段運營，兩間公司的分界站設於青森縣的目時站，最初青森鐵道線為目時 - 八戶。
2010年12月4日東北新幹線八戶站－新青森站間延伸之際，JR東日本再讓渡東北本線八戶站－青森站間，使延長後的青森鐵道線包涵了目時～青森間、營業距離達121.9公里的路線，超越了當年當年肥薩橙鐵道線成為日本最長的第三部門鐵道路線，紀錄直至2019年3月23日三陸鐵道谷灣線全線通車（全長163公里）才被打破。
青森鐵道線的路線維修保養最初委托八戶臨海鐵道進行，八戶站－青森站間讓渡以後由青森鐵道進行。

### 路線資料
- 路段（營業距離）：目時站－青森站間（121.9公里）
距離標識以東北本線時期（以東京為起點），線內各平交道書寫的距離數也是以東北本線時代由東京起計的為準（平交道編號標識以油島為起點=JR東日本盛岡支社管內起連續編號）。
- 軌距：1,067毫米（窄軌）
- 站數：28個（包括起終點站）
- 複線路段：目時站－青森信號場間
- 單線路段：青森信號場－青森站間
- 電氣化路段：全線（交流電20,000 V 50 Hz、高架電車線）
- 閉塞方式：複線自動閉塞式（CTC、附帶PRC（日语：自動進路制御装置））
- 運轉指令所（日语：運転指令所）：青森鐵道CTC中心
  - 運轉取扱站（車站控制信號，管理運行）：八戶站
  - 準運轉取扱站（只限車站入換時處理信號）：野邊地站、東青森站（JR貨物）、青森信號場（JR貨物）

2002年12月1日至2010年7月2日期間由IGR岩手銀河鐵道「銀河指令」（目時站－八戶站間）、JR東日本盛岡綜合指令室（八戶站－青森站間），2010年7月3日至同年12月3日期間由JR東日本盛岡指令青森分室擔當。
- 最高速度：110公里/小時

IGR岩手銀河鐵道與青森縣的資產上邊界以目時站南側的縣界作為分界點。

## 運行形態
青森鐵路線可分為兩個區域運輸形態：
目時～八戶
此段上行（目時方面）每天共提供16班次，其中7班以三戶為終點，其餘9班與岩手銀河鐵道線作直通運輸，作為路線終點的目時站沒有始發終到列車，所有經過目時的列車都直通岩手銀河鐵道線，以盛岡站為終點，直通車約1-1.5小時開出1班，但10~13時間沒有設定直通車。下行（八戶方面）則提供17班次 (假日16班次)，全部以八戶為總站，11班為岩手銀河鐵道線方面直通，其餘6班為三戶 - 八戶區間車，約1-2小時開出1班。
過去每天晨間有兩個班次列車由三戶站發車前往八戶線鮫站，然而2018年3月時刻表更改後，這兩班列車被廢除，此後目時～八戶區間不再有與八戶線直通的列車。另外2023年以前設有HB-E300系擔當，八戶始發的「度假翌檜下北號」。
八戶～青森
此路段的班次較目時～八戶區間為多，上、下午繁忙時間1小時約有2班，其餘時間為1小時1班；由於野邊地站可直通JR大湊線，每天共有3班快速列車「下北號」由八戶開出，直通大湊線。由於大湊線全線未電化，而青森鐵道所有車輛均為電力動車組，因此這些班次全部都使用JR東日本的車輛運行。2021年3月以前下北號曾有1往復開往青森。
八戶～青森間除「下北號」外，大部分列車，除了青森開往八戶的首班車不停西平內站和狩場澤站外，全部是普通各停列車；另外設有青森～淺蟲溫泉‧野邊地的區間車，在通勤尖峰時段行駛。2017年3月以前設定有直通奧羽本線新青森站，接駁新幹線的列車，2018年3月以前青森鐵道線內也曾設有快速列車。
浅虫花火大会、青森睡魔祭等慶典日期，會開行臨時列車，另外冬季開行供酒賞雪列車 (酒のあで雪見列車)，運行於三澤 - 青森之間。
廣域輸送
東北本線曾是東北／北海道與關東地區之間的重要鐵路交通動脈，除客運外、貨運亦非常繁忙。轉換為青森鐵道線之後，全路段仍然開放予JR貨物的貨物列車及JR東日本的臥鋪列車通過，並收取相關的路費，但所有臥鋪列車皆不會在青森鐵路管理的車站內停車及上下客。2016年3月26日北海道新幹線開業，寝台特急「仙后座」結束營運，通過本線的寝台特急全廢。

## 年表
日本鐵道年代
- 1891年：

- 9月1日：盛岡～（目時）～青森間開業（目時站當時仍未開業），三戶站、尻內站、沼崎站、野邊地站、小湊站、淺蟲站及青森站開業。
- 12月20日：下田站開業。

- 1893年：野內站、浦町站開業。
- 1894年：

- 1月4日：乙供站、狩場澤站開業。
- 4月1日：古間木站開業。

- 1897年7月1日：劍吉站開業。
- 1905年：

- 7月1日：貨物站練兵場站（野內～浦町間）開業。
- 11月11日：練兵場站廢站。

- 1906年11月1日：日本鐵道國有化。

國鐵年代
- 1907年11月1日：三戶站更改寫法，由改成。
- 1909年10月12日：改稱為「東北本線」。
- 1910年11月15日：千曳站開業。
- 1922年：

- 8月15日：木下信號場開設。
- 11月10日：清水川信號場開設。

- 1923年8月10日：北高岩站開業。
- 1924年：

- 1月15日：浪打站開業。
- 12月20日：目時信號場開設。

- 1926年：

- 10月25日：浦町～青森間複線化，開設青森操車場。
- 11月5日：轟信號場開設。

- 1933年1月15日：諏訪平站開業。
- 1936年：

- 6月20日：清水川信號場昇格為清水川站。
- 7月10日：木下信號場昇格，改稱向山站。

- 1939年10月1日：西平內站開業。
- 1944年：

- 6月15日：貨物支線 浪打～堤川間開業。
- 8月1日：小川原信號場開設。
- 10月11日：轟信號場昇格，改稱為陸奧市川站。

- 1946年10月19日：貨物支線 浪打～堤川間廢線。
- 1948年10月1日：目時信號場昇格為目時站。
- 1953年6月10日：小川原信號場昇格為小川原站。
- 1959年10月1日：沼崎站改稱為「上北町站」。
- 1961年：

- 3月20日：古間木站改稱「三澤站」。
- 8月15日：苫米地站開業。

- 1965年：

- 6月30日：尻內～陸奧市川間複線化。
- 9月29日：西平内～土屋信號場複線化。

- 1966年：

- 9月20日：東京～尻內間複線化。
- 9月22日：石文信號場～千曳、千曳～野邊地間複線化。
- 9月24日：土屋信號場～淺蟲間複線化，廢除土屋信號場。
- 9月27日：梅內信號場～三戶間複線化，增設梅內信號場。

- 1967年：

- 7月30日：三澤～姊沼信號場間複線化。
- 12月16日：淺虫～野內間複線化。

- 1968年：

- 4月28日：三戶～諏訪平間複線化。
- 5月16日：劍吉～苫米地間複線化。
- 5月20日：北高岩～尻內間複線化。
- 6月9日：清水川～小湊間複線化。
- 7月2日：小湊～西平內間複線化。
- 7月8日：野邊地～清水川間複線化。
- 7月10日：苫米地～北高岩間複線化。
- 7月15日：諏訪平～劍吉間複線化。
- 7月20日：目時～梅內信號場間複線化。廢除梅內信號場。
- 7月21日：野內～青森間更改路線，東青森站開業、浪打站、浦町站廢站。
- 7月23日：上北町～乙供間複線化。
- 7月29日：下田～三澤間複線化。
- 7月31日：陸奥市川～下田間複線化。
- 8月3日：姊沼信號場～上北町間複線化。廢除姊沼信號場。
- 8月5日：乙供～石文信號場間複線化、千曳～野邊地間複線化及改行新線，全線完成複線化。千曳站遷移位置、廢除石文信號場。
- 8月22日：盛岡～青森間交流電化。
- 1971年4月1日：尻內站改稱「八戶站」。
- 1976年12月27日：盛岡～青森間CTC化。
- 1986年11月1日：淺蟲站改稱「淺蟲溫泉站」。矢田前站、小柳站開業。

JR東日本年代
- 1987年4月1日：國鐵分割民營化，路線由東日本旅客鐵道（JR東日本）承繼。
- 2001年11月28日：JR東日本向國土交通省提出當東北新幹線伸延至八戶時，將東北本線盛岡～八戶間廢止的請求。[5]
- 2002年：

- 3月18日：青森鐵道及青森縣向國土交通省申請青森鐵道線目時～八戶間的鐵道事業許可。
- 5月28日：國土交通省向青森鐵道及青森縣發出青森鐵道線目時～八戶間的鐵道事業許可。

青森鐵道年代
- 2002年12月1日：東北本線目時～八戶正式由青森鐵道營運，改稱「青森鐵道線」，新車費為JR東日本原有車費的1.49倍。
- 2009年：

- 11月25日：青森鐵道及青森縣向國土交通省申請青森鐵道線八戶～青森間的鐵道事業許可。
- 11月27日：JR東日本向國土交通省提出當東北新幹線伸延至新青森時，將東北本線八戶～青森間廢止的請求。

- 2010年：

- 2月19日：國土交通省向青森鐵道及青森縣發出青森鐵道線發出青森鐵道線八戶～青森間的鐵道事業許可。
- 12月4日：東北本線八戶～青森正式由青森鐵道營運，併入青森鐵道線，新車費為JR東日本原有車費的1.37倍。

- 2011年：

- 3月11日：下午2時46分發生日本東北地方太平洋近海地震，全線停駛。
- 3月12日：野內站因應青森縣立青森工業高等學校遷移，向青森方向遷站1.6公里至青森市營巴士東部營業所附近，第1代野內站廢站。另外受前1天的地震影響，為顧及安全，只維持下午繁忙時間數班特別區間班次。
- 3月14日：淺蟲溫泉～青森間重開。
- 3月16日：八戶～淺蟲泉間重開。
- 3月17日：全線重開。

- 2014年3月15日：筒井站開業，是青森鐵道首個新建車站[9]。
- 2016年3月26日：北海道新幹線開業，寝台特急「仙后座」結束營運[3]，通過本線的寝台特急全廢。
- 2018年3月17日：線内完結的快速列車廢止[10][11]。
- 2021年3月12日：由於青森站 - 野邊地站之間的快速「下北」廢止，青森站 - 野邊地站之間行駛的快速列車廢止。
- 2024年12月19日，青森鐵道在董事會中宣布，將為青森縣與青森市規劃在青森中央公園（日语：青い森セントラルパーク）附近設置新站的審議狀況提供協助[12][13][14]。

## 使用車輛

### 現用車輛

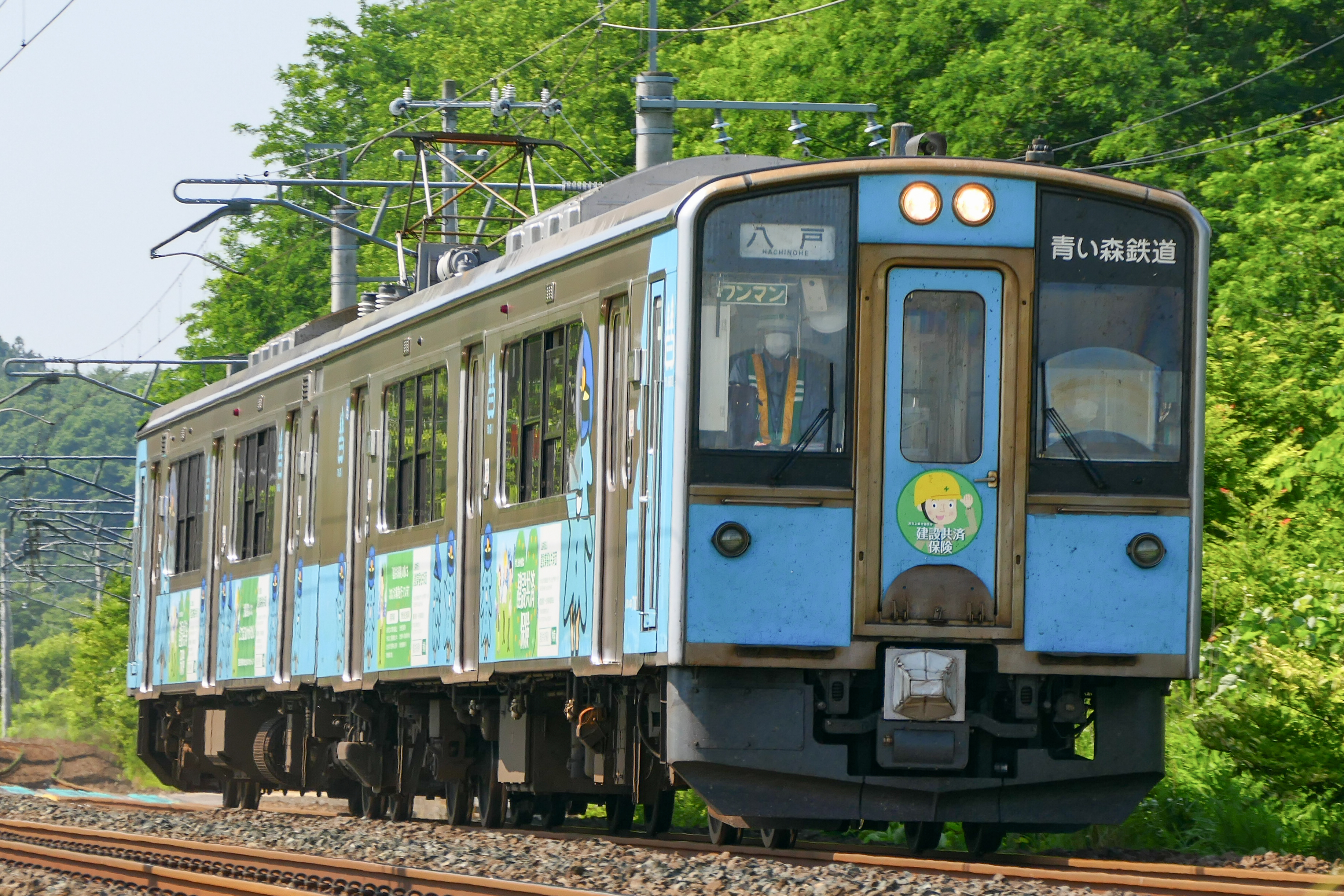
青森701系
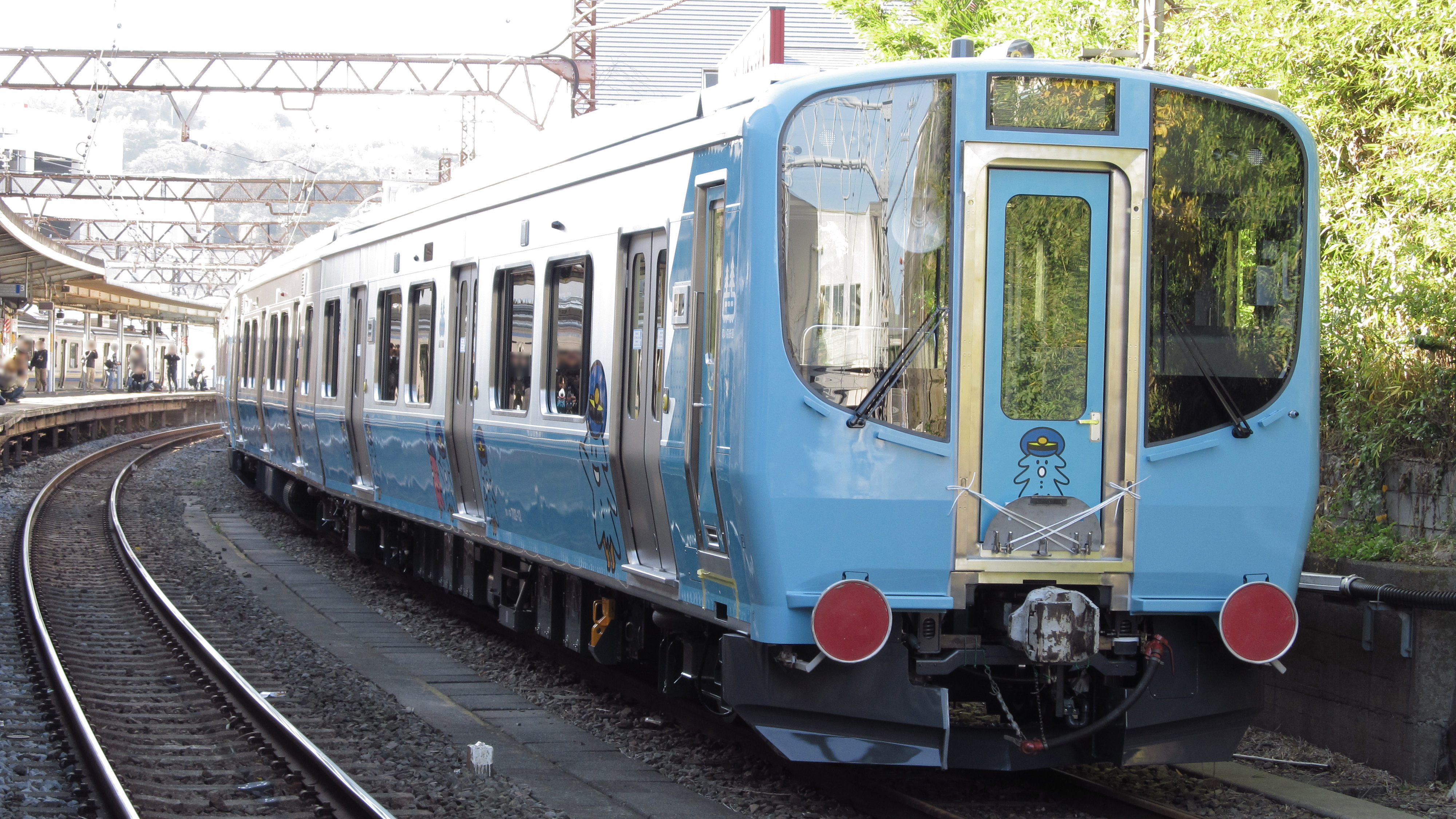
青森703系
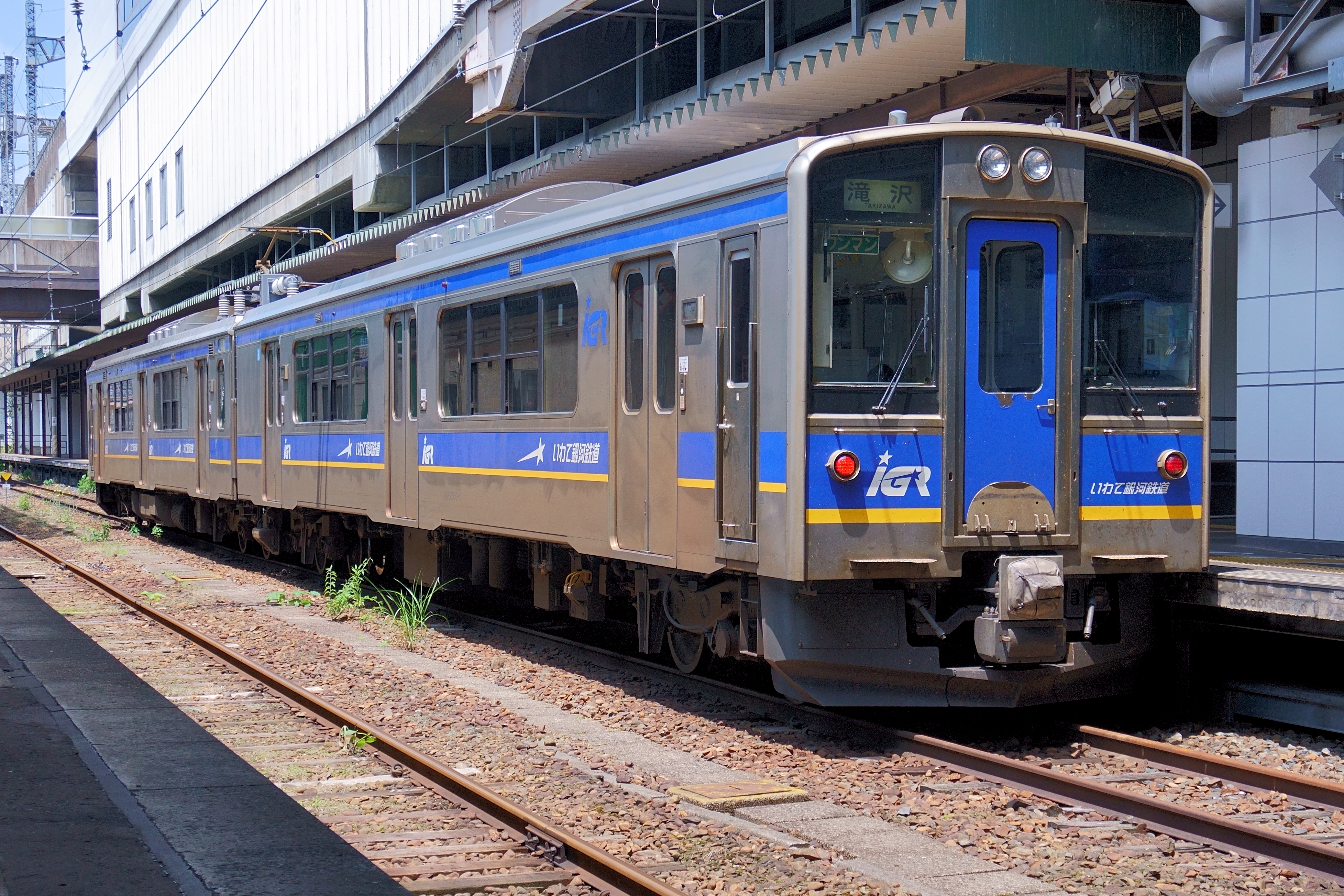
IGR7000系
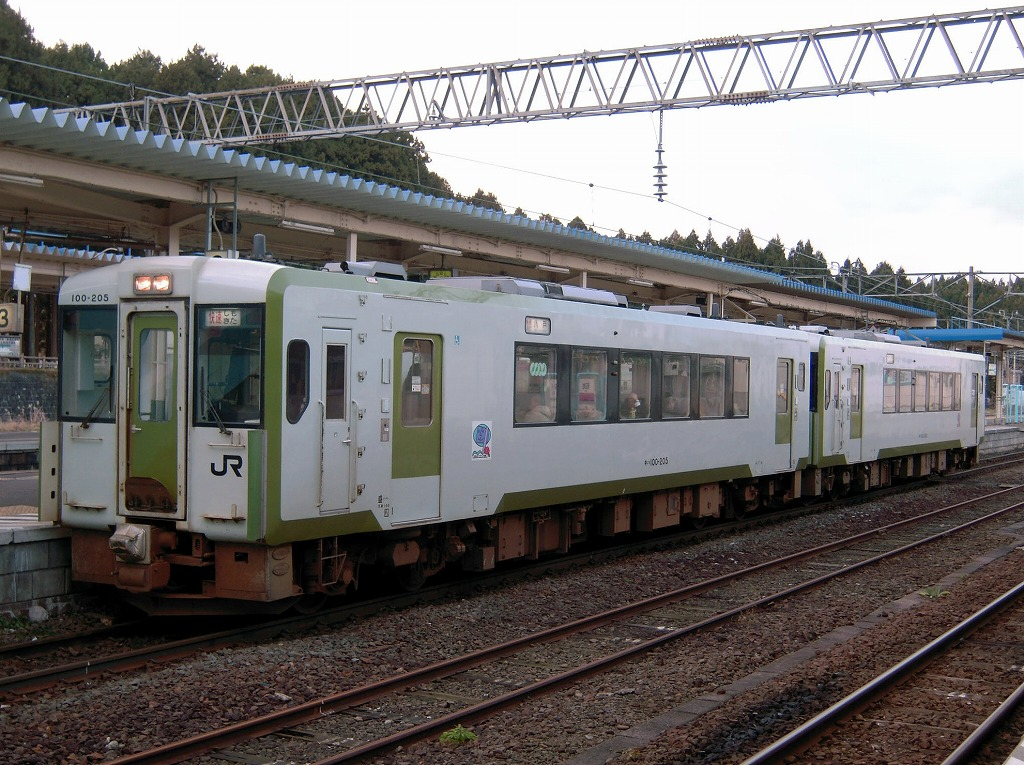
JR東日本Kiha 100系

- 青森铁道青森701系 - 青森铁道所属
  - 全線運用，有2輛編成9組，共18輛，並與岩手銀河鐵道線直通運營。過去曾擔當直通奥羽本線新青森站列車，直到2017年3月4日廢止。
- 青い森703系 - 青森铁道所属
  - 於三戶 - 青森間運用。
- IGR7000系 - IGR岩手银河铁道所属
  - 目時 - 八戶間，擔當岩手銀河鐵道線直通列車。過去也曾運行八戶 - 三澤區間。
- Kiha 100系 - JR東日本八戶運輸区所属
  - 擔當與大湊線直通的快速「下北號列車」，青森铁道線內運行於八戶 - 野辺地間。過去曾有青森站始發終到的列車。
- KiHa E130系 - JR東日本八戶運輸区所属
  - 擔當與大湊線直通的臨時快速「故鄉大湊號」。

### 過去車輛

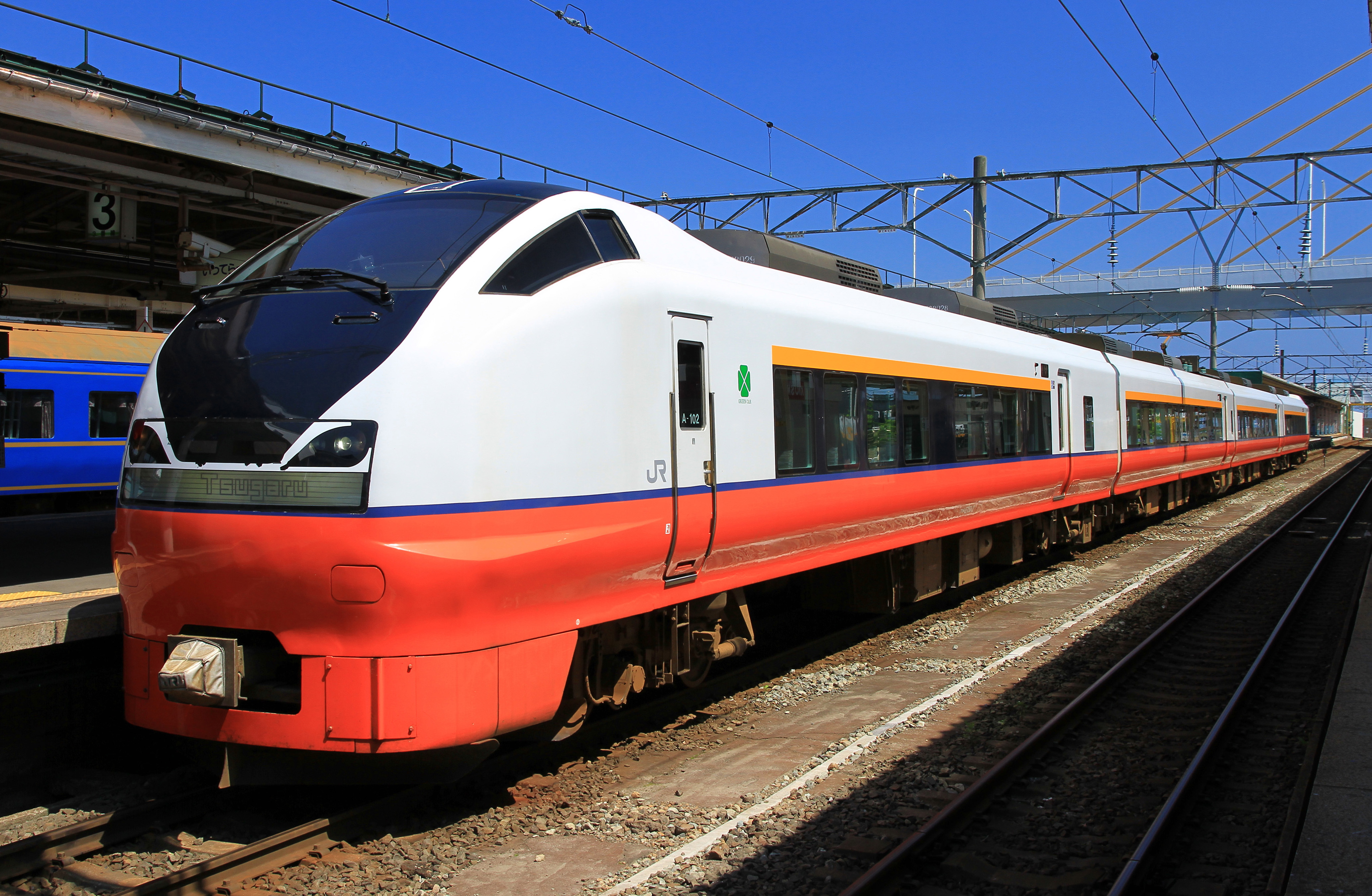
JR東日本E751系
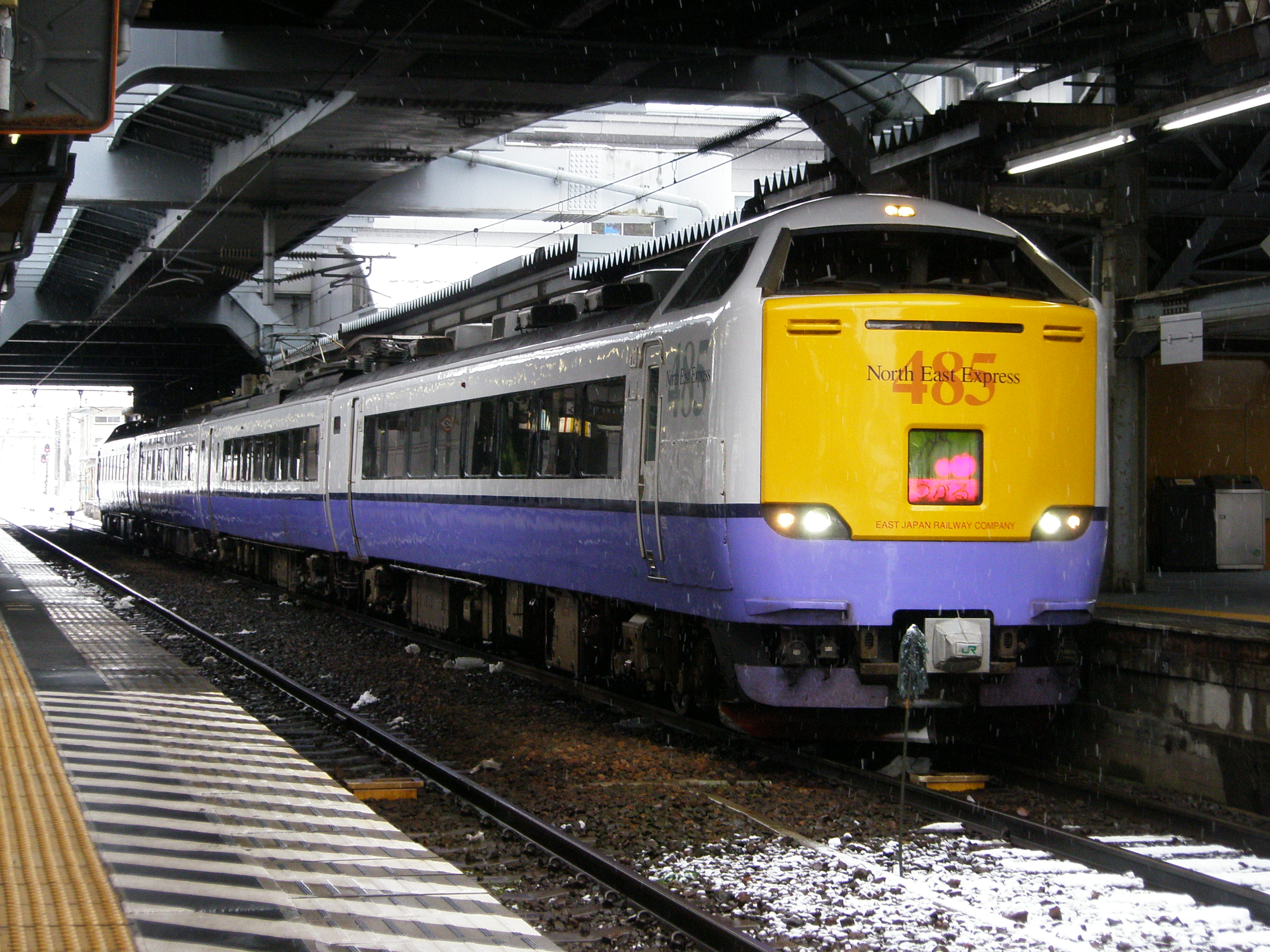
JR東日本485系3000番台
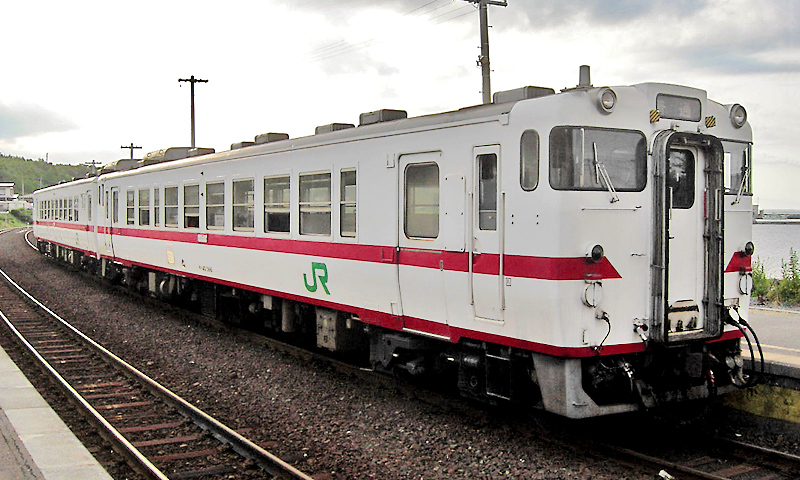
KiHa40系

- 485系電車 - JR東日本青森車輛中心所属
  - 2010年~2011年間擔當特急「津輕號」套跑青森 - 浅虫温泉間的快速列車。
- E751系電車 - JR東日本青森車輛中心所属
  - 2011年~2014年間擔當特急「津輕號」套跑青森 - 浅虫温泉間的快速列車。
- KiHa40系 - JR東日本八戶運輸区所属
  - 擔當三戶站始發，直通八戶線的列車，由於2018年3月17日時刻表修改而廢止，因此不再運行。過去曾直通至岩手银河铁道線，也曾在回送津輕線時，擔當八戶 - 青森間列車。
- HB-E300系 - JR東日本八戶運輸区所属
  - 擔當臨時列車度假翌檜下北號。

## 車站列表
- ※：東京起計的累計營業距離以未轉換經營權前盛岡站－八戶站為準。
- 所有車站都位於青森縣內
- 站名 … （貨）：JR貨物的貨物專用站，◆：JR貨物的貨物取扱站（貨物專用站除外）
- 停靠站 - 2021年（令和3年）3月13日起[15]。
  - 普通列車停靠所有旅客站（但是，早上青森開往八戶的560M列車通過▽車站）
  - 快速「下北」…●的車站停靠，▲的車站只有一部分列車停靠，｜的車站通過

| 中文站名       | 日文站名 | 英文站名 | 站間 營業 距離 | 累計 營業 距離 | 東京起計的 營業距離 ※ | 快速 下北 | 接續路線、備註                               | 所在地          | 所在地          |
| 中文站名       | 日文站名 | 英文站名 | 站間 營業 距離 | 累計 營業 距離 | 東京起計的 營業距離 ※ | 八戶發着  | 接續路線、備註                               | 所在地          | 所在地          |
| -------------- | -------- | -------- | -------------- | -------------- | --------------------- | --------- | -------------------------------------------- | --------------- | --------------- |
| 目時           |          |          | -              | 0.0            | 617.3                 |           | IGR岩手銀河鐵道：■岩手銀河鐵道線（直通運行） | 三戶郡          | 三戶町          |
| 三戶           |          |          | 5.5            | 5.5            | 622.8                 |           |                                              | 三戶郡          | 南部町          |
| 諏訪平         |          |          | 4.0            | 9.5            | 626.8                 |           |                                              | 三戶郡          | 南部町          |
| 劍吉           |          |          | 5.3            | 14.8           | 632.1                 |           |                                              | 三戶郡          | 南部町          |
| 苫米地         |          |          | 3.4            | 18.2           | 635.5                 |           |                                              | 三戶郡          | 南部町          |
| 北高岩         |          |          | 2.8            | 21.0           | 638.3                 |           |                                              | 八戶市          | 八戶市          |
| 八戶           |          |          | 4.9            | 25.9           | 643.2                 | ●         | 東日本旅客鐵道： 東北新幹線、■八戶線         | 八戶市          | 八戶市          |
| （貨）八戶貨物 |          | /        | 1.7            | 27.6           | 644.9                 | ｜        | 八戶臨海鐵道：八戶臨海鐵道線（貨物線）       | 八戶市          | 八戶市          |
| 陸奧市川       |          |          | 5.2            | 32.8           | 650.1                 | ｜        |                                              | 八戶市          | 八戶市          |
| 下田           |          |          | 4.2            | 37.0           | 654.3                 | ▲         |                                              | 上北郡 奧入瀨町 | 上北郡 奧入瀨町 |
| 向山           |          |          | 5.2            | 42.2           | 659.5                 | ｜        |                                              | 上北郡 奧入瀨町 | 上北郡 奧入瀨町 |
| 三澤           |          |          | 4.7            | 46.9           | 664.2                 | ●         |                                              | 三澤市          | 三澤市          |
| 小川原         |          |          | 6.6            | 53.5           | 670.8                 | ｜        |                                              | 上北郡          | 東北町          |
| 上北町         |          |          | 3.9            | 57.4           | 674.7                 | ▲         |                                              | 上北郡          | 東北町          |
| 乙供           |          |          | 6.9            | 64.3           | 681.6                 | ｜        |                                              | 上北郡          | 東北町          |
| 千曳           |          |          | 6.6            | 70.9           | 688.2                 | ｜        |                                              | 上北郡          | 東北町          |
| 野邊地         |          |          | 6.4            | 77.3           | 694.6                 | ●         | 東日本旅客鐵道：■大湊線（可直通）            | 上北郡          | 野邊地町        |
| 狩場澤▽        |          |          | 6.5            | 83.8           | 701.1                 |           |                                              | 東津輕郡 平內町 | 東津輕郡 平內町 |
| 清水川         |          |          | 4.7            | 88.5           | 705.8                 |           |                                              | 東津輕郡 平內町 | 東津輕郡 平內町 |
| 小湊           |          |          | 6.0            | 94.5           | 711.8                 |           |                                              | 東津輕郡 平內町 | 東津輕郡 平內町 |
| 西平內▽        |          |          | 3.8            | 98.3           | 715.6                 |           |                                              | 東津輕郡 平內町 | 東津輕郡 平內町 |
| 淺蟲溫泉       |          |          | 6.4            | 104.7          | 722.0                 |           |                                              | 青森市          | 青森市          |
| 野內           |          |          | 6.5            | 111.2          | 728.5                 |           |                                              | 青森市          | 青森市          |
| 矢田前         |          |          | 1.5            | 112.7          | 730.0                 |           |                                              | 青森市          | 青森市          |
| 小柳           |          |          | 2.0            | 114.7          | 732.0                 |           |                                              | 青森市          | 青森市          |
| 東青森◆        |          |          | 1.4            | 116.1          | 733.4                 |           |                                              | 青森市          | 青森市          |
| 筒井           |          |          | 1.4            | 117.5          | -                     |           | （移管後新設站）                             | 青森市          | 青森市          |
| 青森信號場     |          | /        | -              | 120.0          | 737.3                 |           | 東日本旅客鐵道：奧羽本線支線（新青森站方向） | 青森市          | 青森市          |
| 青森           |          |          | 4.4            | 121.9          | 739.2                 |           | 東日本旅客鐵道：■奧羽本線、■津輕線           | 青森市          | 青森市          |

※向山站－三澤站與三澤站－小川原站之間通過上北郡六戶町，上北町站－乙供站之間通過上北郡七戶町（舊、天間林村李澤地區），但都沒有在該町內設立車站。

### 過去的接續路線
- 三澤站：十和田觀光電鐵線 - 2012年（平成24年）4月1日廢除